# Ашли (окръг, Арканзас)
Вижте пояснителната страница за други значения на Ашли.
Окръг Ашли (на английски: Ashley County) е окръг в щата Арканзас, Съединени американски щати. Площта му е 2432 km², а населението – 21 853 души (2010). Административен център е град Хамбург.